# Schwarzbier

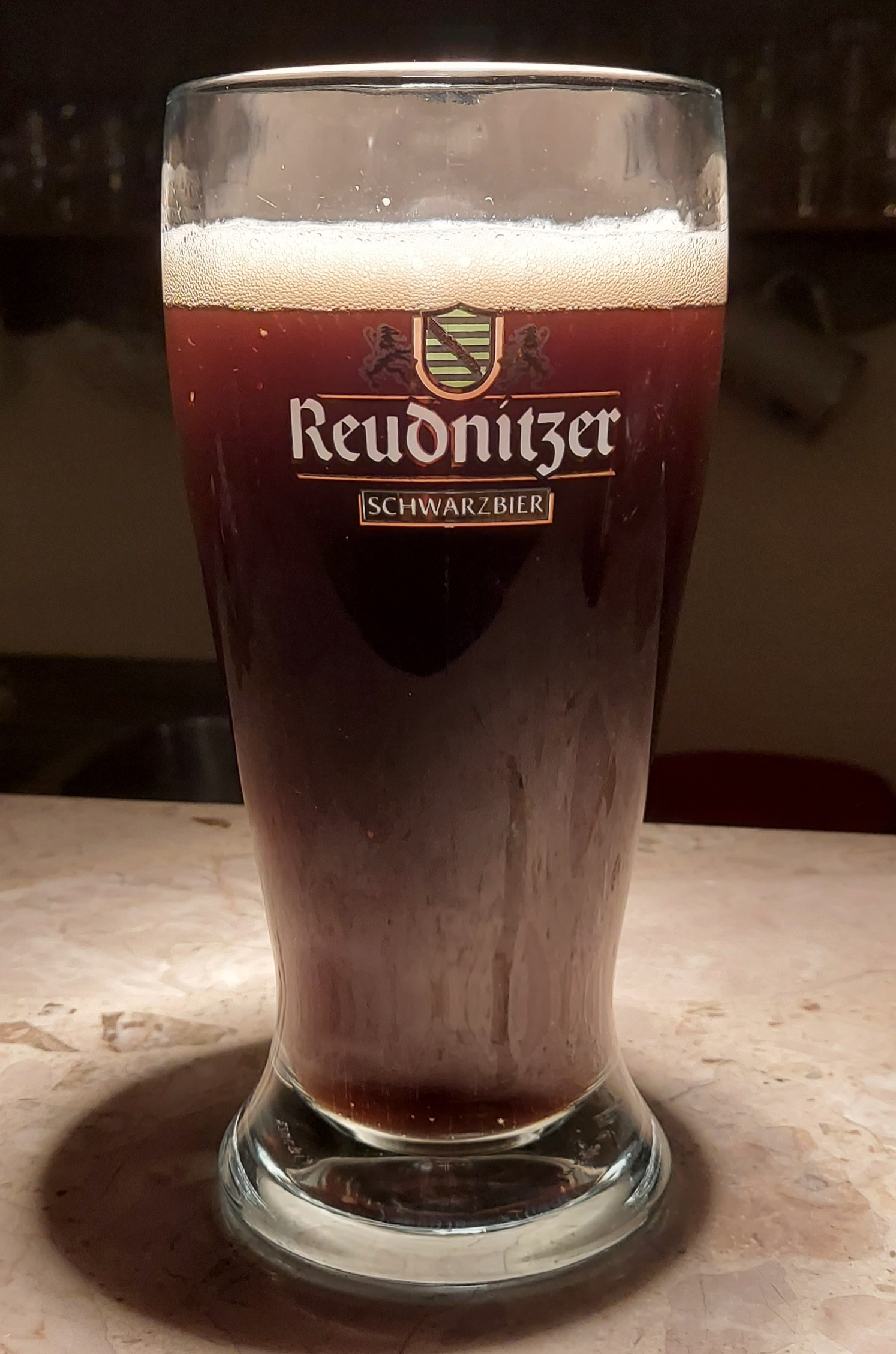
Reudnitzer, un esempio di una Schwarzbier

La Schwarzbier è una birra tedesca scura. Ha un colore opaco, tendente al nero, e un sapore pieno di cioccolato o caffè. Sebbene abbia molte caratteristiche simili, è leggermente meno amara delle Stout e delle Porter britanniche. 
Questo stile appartiene alla famiglia delle lager: si tratta cioè di birre a bassa fermentazione, sebbene originariamente durante la produzione fossero impiegati lieviti ad alta fermentazione. Il contenuto alcolico normalmente varia tra il 4,8% e il 5% vol. Essa assume il suo colore durante il processo produttivo, in seguito all'introduzione di particolari malti scuri tostati. 
Le radici delle Schwarzbier si trovano in Turingia e Sassonia; la più antica Schwarzbier conosciuta è la Braunschweiger Mumme, prodotta fin dal Medioevo (la prima documentazione scritta che ne testimonia l'esistenza risale al 1390) a Braunschweig. La prima attestazione in Turingia risale invece al 1543 e riguarda la Köstritzer, una famosa Schwarzbier ancora prodotta ai giorni nostri. 
| Controllo di autorità | GND (DE) 4554081-0 |